# ワーニャ伯父さん
『ワーニャ伯父さん』（ワーニャおじさん、ロシア語: Дядя Ваня）は、ロシアの作家アントン・チェーホフの戯曲である。副題は「田園生活の情景」。
『かもめ』、『三人姉妹』、『桜の園』と並ぶチェーホフの四大戯曲と呼ばれる。

## 概説
作者自身によって「田園生活戯曲」と銘打たれたこの作品は1897年秋に出版された『チェーホフ戯曲集』で発表され、1899年10月26日にモスクワ芸術座で初演された。年老いた大学教授の田舎の領地を舞台に、教授がこの領地を売りに出す提案をすることで引き起こされる騒動をチェーホフ独特の筆致で描いている。
この作品は1889年に書かれた『森の主』の改作であることが知られている。『森の主』においては領地の売却を知ったワーニャが自殺を遂げる一方で、美しい娘であるソーニャは医師（『ワーニャ伯父さん』ではアーストロフ、『森の主』ではフルシチョフ）と相思相愛だった。それが本作においてはワーニャは自殺用のモルヒネを奪い返されて残された人生を耐えて生きていかなければならず、不器量な娘に書き換えられたソーニャも医師との恋愛が成立しない関係に変えられ、若いソーニャまでこの先の人生を「耐える」という決意を口にする存在へと変わっている。
前作の『かもめ』では『森の主』同様トレープレフが自殺を遂げて幕が降りたことも踏まえ、本作の日本語訳者の一人である浦雅春は、本作を（希望のある未来や、希望の断絶による未来の喪失を結末とする）「青春文学」に対比される「中年文学」（「永遠の現在」を描く）と評している。
チェーホフを師として慕った作家、劇作家のマクシム・ゴーリキーはこの劇を見て「女のように泣いた」と告白している。
なお、『かもめ』において作家、トリゴーリンに作者自身の作家生活の内情が投影されていたのと同じように、本作の医師、アーストロフの人物造型にもチェーホフ自身の人格が反映されていると言われている。このアーストロフは開発による森林の減少を憂え行く末を案じる人物として描かれており、チェーホフが19世紀末の時点で生態系の破壊という問題に深い関心を寄せていた証左として注目に値する。日本で1990年頃、「森のおじさん」の名で上演された舞台作品は永野裕紀乃が翻案脚本演出した本作品である。　

## 登場人物

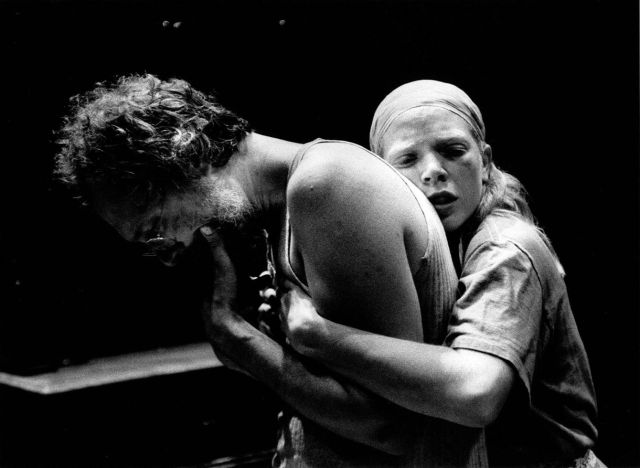
2001年のトロント公演

アレクサンドル・ウラジーミロヴィチ・セレブリャコーフ
年老いた元大学教授。退職後に田舎の領地に移住してきたが、慣れない田舎暮らしとリューマチや痛風に悩まされる日々を過ごしている。エレーナと再婚した。
エレーナ・アンドレーエヴナ・セレブリャコーヴァ
教授の若く美しく聡明な後妻。アーストロフに恋している。
ソフィヤ・アレクサンドロヴナ・セレブリャコーヴァ
ソーニャ。教授と亡くなった先妻ヴェーラとの間の娘。伯父のワーニャとともに領地の経営にいそしんでいる。この領地は母が嫁入りの際に祖父から買い与えられたもので、現在は正確にはソーニャのものである。自分は器量がよくないと思っている。アーストロフに恋している。
マリヤ・ヴァシーリエヴナ・ヴォイニーツカヤ
ワーニャと亡きヴェーラの母。セレブリャコーヴァを崇拝している。
イヴァン・ペトローヴィチ・ヴォイニーツキー
ワーニャ。47歳。マリヤの息子、亡きヴェーラの兄。教授の学識を崇拝し、領地の経営のために身を粉にして働いてきたが、今や教授への信頼を失い、自分はだまされてきたという思いにとりつかれている。
ミハイル・リヴォーヴィチ・アーストロフ
医師。エレーナに恋している。
イリヤ・イリイチ・テレーギン
落ちぶれた地主。
マリーナ
年寄りの乳母。
下男

## あらすじ

### 第1幕
教授の荘園の屋敷の庭。午後。教授夫妻がこの領地に越して来てしばらくになるが、田舎の人たちは都会生活の長い教授夫妻にすっかり生活のリズムを狂わされている。ワーニャとアーストロフ、マリーナが庭で茶を飲みながら話をしている。アーストロフとワーニャは教授の美しい後妻、エレーナに心を奪われている。
やがてソーニャとエレーナ、マリヤが座に加わってくる。ワーニャはかつて尊崇の念を抱いていた教授の人格や見識に幻滅を抱くようになっており、事ある毎に教授に毒づいている。母のマリヤにたしなめられるが収まる気配はない。
アーストロフは森林の減少と保護の必要性について語るが、ソーニャだけが熱心に聞いている。ワーニャはエレーナに言い寄るが相手にされない。

### 第2幕
夜の食堂。エレーナやソーニャ、ワーニャが交代で教授の面倒を見ている。愚痴を並べ立てて周囲を困らせる教授をマリーナとソーニャが寝室へと連れ出す。残ったワーニャはエレーナに言い寄ろうとするが相変わらずエレーナはつれない。
エレーナの去った後、一杯機嫌のアーストロフが現れ、ワーニャと話し込む。テレーギンは静かにギターを弾く。そこへソーニャが現れて酒の過ぎる二人をたしなめる。ソーニャはアーストロフの心のうちを探ろうとするがアーストロフは素っ気なくはぐらかす。
一人残ったソーニャの元にエレーナが現れる。それまでなかなか打ち解けることができずにいた義理の母娘だが、エレーナが歩み寄ったのをきっかけに腹を割って話し合うようになる。

### 第3幕
昼時の客間。ワーニャとエレーナとソーニャが話をしている。ワーニャはまたしてもエレーナにつれなくされ、部屋を出て行く。ソーニャはエレーナにアーストロフへの思いを打ち明け、エレーナは自分が彼の気持ちを聞いて上げると約束する。
ソーニャに呼び出されてアーストロフがやって来ると、エレーナはソーニャの気持ちを伝え、彼にその気があるかを尋ねる。アーストロフはソーニャを女性として愛してはいないと否定するが、エレーナが自分の気持ちのことも察しているはずだと感づいている彼は、エレーナを「ずるい」と詰る。アーストロフに求められるままキスをしているところにバラの花束を持ったワーニャが現れ、エレーナはアーストロフを突き放す。
教授の号令で客間に一同が集められる。ソーニャはエレーナから自分の恋が実らなかったことを知らされる。教授はこの領地を売り払い、代金を有価証券に振り替えて、余った金額でフィンランドに別荘を買うことを提案する。ワーニャはこの提案を長い間汗水垂らして働いて経営に従事してきた自分とソーニャを蔑ろにするものと受け止めて激昂し、それまで自分の労働を一度たりとも労うことさえしなかった教授を激しく詰る。母のマリヤに教授の言うことを聞くようなだめられるが、ワーニャは却って怒りを募らせて部屋を出ていく。
教授はソーニャとエレーナに懇願されてワーニャと和解するべく彼の後を追う。部屋に残ったマリーナはソーニャを優しく慰めるが、二人の耳にピストルの銃声が聞こえてくる。恐怖におののきながら客間に逃げ込んできた教授を追ってワーニャはさらにピストルを撃つが、弾は反れて当たらない。絶望したワーニャはピストルを床に投げ捨てて椅子にへたり込む。ソーニャはマリーナに抱きついてふるえている。

### 第4幕
寝室と事務室を兼ねたワーニャの部屋。第3幕と同じ日の夕暮れ。教授が提案を撤回し、妻とともにハリコフへ移住することがすでに決まっている。マリーナとテレーギンがピストル騒ぎを振り返って恥さらしだと嘆きつつ、元の暮らしに戻れることへの安堵の思いを語る。テレーギンはワーニャに自殺でもされないようにとピストルを隠しておいたことを報告する。
アーストロフとワーニャが言い争いながら入って来る。アーストロフは自宅へ帰ろうとしたが薬箱からモルヒネの瓶がなくなっているのに気づき、ワーニャに返すよう迫っている。ワーニャは盗んだことを否定するが、部屋に入ってきたソーニャに諭されて薬瓶をアーストロフに返却する。
ワーニャはエレーナとソーニャに促されて教授と話し合いに行く。エレーナとアーストロフが残され、アーストロフは別れのしるしにと頬にキスする。エレーナは誰も見ていないことを確認すると突然アーストロフを抱き締め、すぐに離れる。
教授とワーニャが入ってきて互いに和解の言葉を述べる。一同それぞれに別れの挨拶を交わした後、教授夫妻はハリコフへと去って行く。アーストロフも自宅へ帰る。残ったワーニャとソーニャはたまっていた仕事に取り掛かる。つらい胸のうちを訴えるワーニャにソーニャが優しく語りかける。
「仕方ないわ。生きていかなくちゃ…。長い長い昼と夜をどこまでも生きていきましょう。そしていつかその時が来たら、おとなしく死んでいきましょう。あちらの世界に行ったら、苦しかったこと、泣いたこと、つらかったことを神様に申し上げましょう。そうしたら神様はわたしたちを憐れんで下さって、その時こそ明るく、美しい暮らしができるんだわ。そしてわたしたち、ほっと一息つけるのよ。わたし、信じてるの。おじさん、泣いてるのね。でももう少しよ。わたしたち一息つけるんだわ…」

## 本稿の参照文献
- 『かもめ・伯父ワーニャ』 中村白葉訳・解説（新潮文庫[注釈 3]旧版、1956年版）
- 『かもめ・ワーニャ伯父さん』 神西清訳（新潮文庫、1967年版、改版2004年、池田健太郎解説）

## 1990年代以降の日本語訳
- 福田逸訳 『ワーニャ伯父さん』 而立書房、1999年 - 英訳本を底本とした上演用訳書
- 小田島雄志訳 『ワーニャ伯父さん　ベスト・オブ・チェーホフ』 白水社〈白水Uブックス〉、1999年 - 同上
- 小野理子訳 『ワーニャおじさん』 岩波文庫、2001年
- 松下裕訳 『チェーホフ戯曲選』 水声社、2004年。全14篇
旧版は『チェーホフ全集』（筑摩書房（12）＋ちくま文庫（11））
- 浦雅春訳 『ワーニャ伯父さん／三人姉妹』 光文社古典新訳文庫、2009年
- 安達紀子訳 『ワーニャ伯父さん　四幕からなる田舎暮らしの情景』 群像社・ロシア名作ライブラリー、2025年